# Maglore
Maglore é uma banda brasileira de rock alternativo e MPB formada em agosto de 2009, em Salvador.
Atualmente, a formação da banda conta com Teago Oliveira (voz e guitarra), Lelo Brandão (guitarra e synth), Felipe Dieder (bateria) e Lucas Gonçalves (baixo).

## História
Em sua primeira formação, a banda era composta por Teago Oliveira (voz e guitarras), Lelo Brandão (teclado e guitarras), Carlos Nery Leal (baixo) e Igor Andrade (bateria).
Em 2009, a banda foi vencedora da 1ª edição do concurso musical estudantil Desafio das Bandas, promovido pelo Grupo A TARDE. No mesmo ano, foi 3º lugar do FUN Music, realizado em São Paulo. Neste ano lançam o EP “Cores do Vento”.
Em 2010, a banda se apresentou no Festival de Verão Salvador e, no ano seguinte, no Rock de Cordel, em Fortaleza.
Veroz, o primeiro álbum da banda, que na época contava com Carlos de Castro (Nery / Csquared) no contrabaixo, foi considerado uma das revelações da música brasileira no ano de 2011 pelo jornal O Globo. Músicas como "A Sete Chaves" e "Demodê" tiveram muito sucesso com seus videoclipes e se encontram na programação dos principais canais de música do Brasil, como MTV, Multishow e PlayTV.
Recebeu a indicação ao Prêmio da Música Brasileira de 2012 devido ao CD Veroz.
Em 2013, lançou seu segundo álbum, denominado "Vamos Pra Rua", ainda com o baixista Carlos de Castro (Nery / Csquared), e com a participação dos cantores Carlinhos Brown e Wado.
O álbum III mostra uma maturidade da banda. O trabalho sustenta no uso de melodias ensolaradas e fórmulas radiofônicas o estímulo para um dos registros mais interessantes do rock brasileiro na última década. Canções que lembram a Jovem Guarda e Caetano Veloso, bem como a influência de The Beatles e Tame Impala. Assim essa mistura de referências foi o estímulo para principais faixas do disco.
Na época da criação do álbum III, o baixista Carlos Nery Leal e o tecladista Lelo Brandão saíram do grupo, reduzindo o Maglore a um trio com a entrada de Rodrigo Damati para assumir o baixo.
Em 2016, a banda participa do festival Lollapalooza.
No início de 2017, foi a vez de Damati deixar a banda. Assim, Teago Oliveira reestruturou o Maglore, chamando o ex-integrante Lelo Brandão para tocar a segunda guitarra e o sintetizador e convidou o guitarrista mineiro Lucas Oliveira, da banda paulistana Vitreaux, para pilotar o baixo.
Seu 4º disco, Todas as Bandeiras, produzido por Rafael Ramos com Leonardo Marques, foi eleito o 15º melhor disco brasileiro de 2017 pela revista Rolling Stone Brasil e entrou na lista dos 50 melhores discos nacionais de 2017 do site "Tenho Mais Discos que Amigos!".
Em 2019, a banda grava seu primeiro DVD, Maglore Ao Vivo, no Cine Joia, em 25 de janeiro. No mesmo ano, em 17 de setembro, Teago Oliveira lança seu primeiro álbum solo, Boa sorte.
Também em 2019, a cantora Pitty grava a faixa “Motor” no seu álbum Matriz, música composta por Teago Oliveira e lançada originalmente em 2013 no álbum Vamos pra Rua. A música também já vinha sendo cantada por Gal Costa em seus shows, na turnê "A Pele do Futuro".
Em outubro de 2020, o Maglore se uniu a Fernanda Takai e a John Ulhoa na gravação do single "Não existe saudade no Cosmos", música composta por Teago Oliveira e que havia sido gravada por Erasmo Carlos. No mês seguinte, lançam o single "Liberta", música feita entre o fim de 2016 e o início de 2017, que teve a participação da cantora, compositora e instrumentista baiana Josyara.
Em abril de 2022, a banda lançou o single "A Vida É Uma Aventura". A música estará no álbum V, que será lançado no primeiro semestre deste ano, em edição independente do selo Difusa Fronteira.

## Integrantes

### Formação atual
- Teago Oliveira - voz e guitarra (2009 - atualmente)
- Lelo Brandão - guitarra e synth (2012 - 2014 e 2017 - atualmente)
- Felipe Dieder - bateria (2012 - atualmente)
- Lucas Gonçalves - baixo e voz (2017 - atualmente)

### Ex-integrantes
- Carlos de Castro (Nery / Csquared) - baixo
- Igor Andrade - bateria
- Eric Pretti - teclado
- Rodrigo Damati - baixo

## Discografia

### EP
- 2009 - Cores do Vento

### Álbuns
- 2011 - Veroz

- 2013 - Vamos pra Rua
- 2015 - III
- 2017 - Todas as Bandeiras
- 2019 - Maglore Ao Vivo
- 2022 - V

### DVD
- 2019 - Maglore Ao Vivo